# Stazione di Pracchia
La stazione di Pracchia è una stazione ferroviaria posta sulla linea Pistoia-Bologna, costruita per servire Pracchia, una frazione del comune di Pistoia, che permise lo sviluppo delle attività commerciali (fabbriche del ghiaccio, pastorizia, turismo) nella Montagna Pistoiese.
Tra il 1926 e il 1965 la stazione divenne di interscambio con la quella di Pracchia FAP che serviva la linea Pracchia-Mammiano.

## Storia

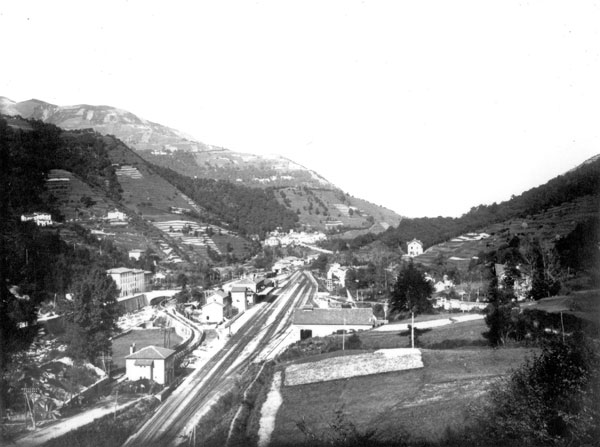
Vista dell'area della stazione nei primi del Novecento

La stazione di Pracchia venne raggiunta dalla prima corsa di prova della tratta Vergato-Pracchia della linea Bologna-Pistoia il 13 novembre del 1863 in vista dell'inaugurazione della stessa che avvenne il successivo 21 novembre.
Quello fu un giorno epico per il piccolo centro della montagna pistoiese, in quanto l'impianto ferroviario venne raggiunto dal Treno Reale salito da Bologna e si fregiò di ospitare nel primo pomeriggio di quel giorno anche Vittorio Emanuele II che, risalito l'Appennino da Pistoia, intervenne insieme al Ministro dei lavori pubblici Stefano Jacini e al progettista della linea, all'inaugurazione della tratta.
Per il fatto di essere posta al culmine della linea, la stazione divenne subito la più importante della nuova ferrovia, specialmente per quanto atteneva alle esigenze di servizio. A questo impianto facevano capo infatti tutte le locomotive utilizzate per il rinforzo in coda dei treni che salivano le difficili rampe del versante pistoiese.
Proprio per questo fatto la stazione di Pracchia arrivò a contare anche 70 ferrovieri stabilmente impiegati nell'impianto e nel 1901 riuscì nell'impresa di superare per introiti di biglietti venduti anche l'impianto di Porretta Terme (allora Bagni della Porretta).

Il Ventilatore Saccardo utilizzato per aerare la Galleria dell'Appennino fotografato ai tempi dell'alimentazione trifase. Si noti in primo piano (in basso a sinistra nella foto) il binario che permetteva alle locomotive a vapore di raggiungerlo in caso di interruzioni dell'alimentazione elettrica

Sempre nello stesso anno detta stazione ebbe modo di sperimentare il ventilatore Saccardo (progettato dall'omonimo Ingegnere) realizzato al fine di aerare la Galleria dell'Appennino (o di San Mommè) da sempre sofferente di problemi di evacuazione dei fumi prodotti dalle locomotive a vapore. Il ventilatore rimase in funzione anche dopo il passaggio della linea alla trazione elettrica trifase (avvenuta nel 1927) e per garantirne il funzionamento anche nel caso in cui fosse stata interrotta l'alimentazione elettrica, l'impianto fu dotato di un binario di raccordo che portasse le locomotive (a vapore) nei pressi del ventilatore per alimentarne il moto.
Sempre nello stesso anno venne costruita anche la sottostazione elettrica di Pracchia, posta quasi frontalmente al fabbricato viaggiatori.
Il 24 maggio 1927 venne attivato l'esercizio a trazione elettrica a corrente alternata trifase; la linea venne convertita alla corrente continua il 13 maggio 1935.

## Strutture e impianti
In stazione, il piano del ferro raggiunge il punto più elevato sul livello del mare.

È totalmente impresenziata dal 1992 e il traffico dei treni regionali viene telecomandato.
La stazione è la più grande della linea, dopo quella di Porretta Terme, ed è convenientemente utilizzata per effettuare gli incroci tra i convogli che la percorrono, pur non essendo dotata di sottopasso (fatto che ne vincola in parte l'utilizzo a causa della necessità di proteggere l'attraversamento a raso).

## Movimento
Il numero di passeggeri che ogni giorno fruisce della stazione è pari a 126 unità (2010). È la stazione con il più alto numero di passeggeri della Porrettana, nel tratto Toscano..

## Servizi
La stazione dispone di:
- Biglietteria automatica
- Sala d'attesa